# Zajčje Polje
Zajčje Polje je naselje u slovenskoj Općini Kočevju. Zajčje Polje se nalazi u pokrajini Dolenjskoj i statističkoj regiji Jugoistočnoj Sloveniji. 

## Stanovništvo
Prema popisu stanovništva iz 2002. godine naselje je imalo 38 stanovnika.